# 畠山和也 (事業家)
畠山 和也（はたけやま かずや）は、日本の事業家。本気ファクトリー株式会社代表。

## 概要
「若者が未来に希望を持てる社会を創る」という個人ミッションを実現するため、起業家や新規事業を多数生み出す活動をしている。
大企業向けに新規事業支援、複数スタートアップに株主・経営陣として参画し新規事業開発を続けている。
大学生や高校生向けに起業家教育、エンジェル投資家としてU30起業家に出資している。

## 経歴
2005年に早稲⽥⼤学商学部卒業。ソフトバンクBB（現：ソフトバンクグループ）（⽇本テレコム出向）おとくライン事業⽴上げ。
2006年にリクルート⼊社。⼈材事業部で営業・⼈事コンサルティング担当。
2011年にスターティアラボ⼊社。電⼦書籍事業・AR事業⽴上げ。
2013年にラクスル⼊社。名刺印刷EC事業⽴上げ。
2014年に本気ファクトリー株式会社⽴上げ。アヴァンデザイン研究所参画。
2015年にSEEDATA（博報堂DY）参画。
2017年にSEEDATA Partners代表就任（2019年売却）株式会社BYD取締役就任。
2018年に株式会社ビットキー創業参画。
2019年にH.I.S. Impact Finance（現: H.I.F.株式会社）取締役就任（〜2021年）。
2020年に情報経営イノベーション専門職大学の客員教授就任。
2021年にエンジェル投資家として7社のスタートアップに出資。
2022年に特許庁 IPAS2022メンター就任。

## 著書
- 『17スタートアップ：創業者のことばから読み解く起業成功の秘訣』2019年、早稲田大学出版部 ISBN 9784657190185[5]